# План д'Интрод (Долина Аосте)
План д'Интрод је насеље у Италији у округу Долина Аосте, региону Долина Аосте.
Према процени из 2011. у насељу је живело 443 становника. Насеље се налази на надморској висини од 871 м.